# Shipton-under-Wychwood
Shipton-under-Wychwood – wieś w Anglii, w hrabstwie Oxfordshire, w dystrykcie West Oxfordshire. Leży 27 km na północny zachód od Oksfordu i 109 km na zachód od Londynu. W 2001 miejscowość liczyła 1280 mieszkańców.
Nazwa wsi wskazuje, że znajdowała się ona niegdyś w obrębie lasu Wychwood.